# Dendrobium trachythece
Dendrobium trachythece är en orkidéart som beskrevs av Rudolf Schlechter. Dendrobium trachythece ingår i släktet Dendrobium, och familjen orkidéer. Inga underarter finns listade i Catalogue of Life.